# Neoseiulus indicus
Neoseiulus indicus är en spindeldjursart som först beskrevs av S.Anant Narayanan och Kaur 1960.  Neoseiulus indicus ingår i släktet Neoseiulus och familjen Phytoseiidae. Inga underarter finns listade i Catalogue of Life.